# Erika Svanström
Anna Erika Svanström, tidigare gift Josbrandt, född Holm 18 maj 1978 i Nederluleå församling i Norrbottens län, är en svensk kristdemokratisk politiker. 
Hon arbetade tidigare som samhällspolitiskt ansvarig och är idag kommunikationschef på Sveriges Åkeriföretag.

## Politik
I november 2009 utsågs hon till Kristdemokraternas första namn på riksdagslistan för Norrbottens län. Hon är statsvetare och har tidigare arbetat på kristdemokraternas riksdagskansli som handläggare för riksdagens utrikesutskott och EU-nämnden. I Stockholms kommun var hon ersättare i kommunfullmäktige och ersättare i utbildningsnämnden.
Svanström har tidigare varit oppositionsråd, gruppledare och lokalavdelningsordförande för Kristdemokraterna i Luleå. 2002 började hon som aktiv i Kristdemokratiska Ungdomsförbundet och blev 2003 invald till ledamot av förbundsstyrelsen fram till 2005. Därefter har hon varit ledamot i valberedningarna till KDU och Kristdemokraternas partistyrelse. Hon har varit aktiv i kårpolitiken vid Luleå tekniska universitet (LTU) och var ordförande för Luleå studentkår 2004–05. 2005–07 arbetade hon som handläggare och studentrekryterare vid LTU.
Svanström bor i Danderyd tillsammans med maken Stefan Svanström.